# مگنولیا (آرکانزاس)
مگنولیا (آرکانزاس) (به انگلیسی: Magnolia, Arkansas) یک شهر در ایالات متحده آمریکا با جمعیت ۱۱٬۵۷۷ نفر است که در شهرستان کلمبیا واقع شده‌است.

## نگارخانه

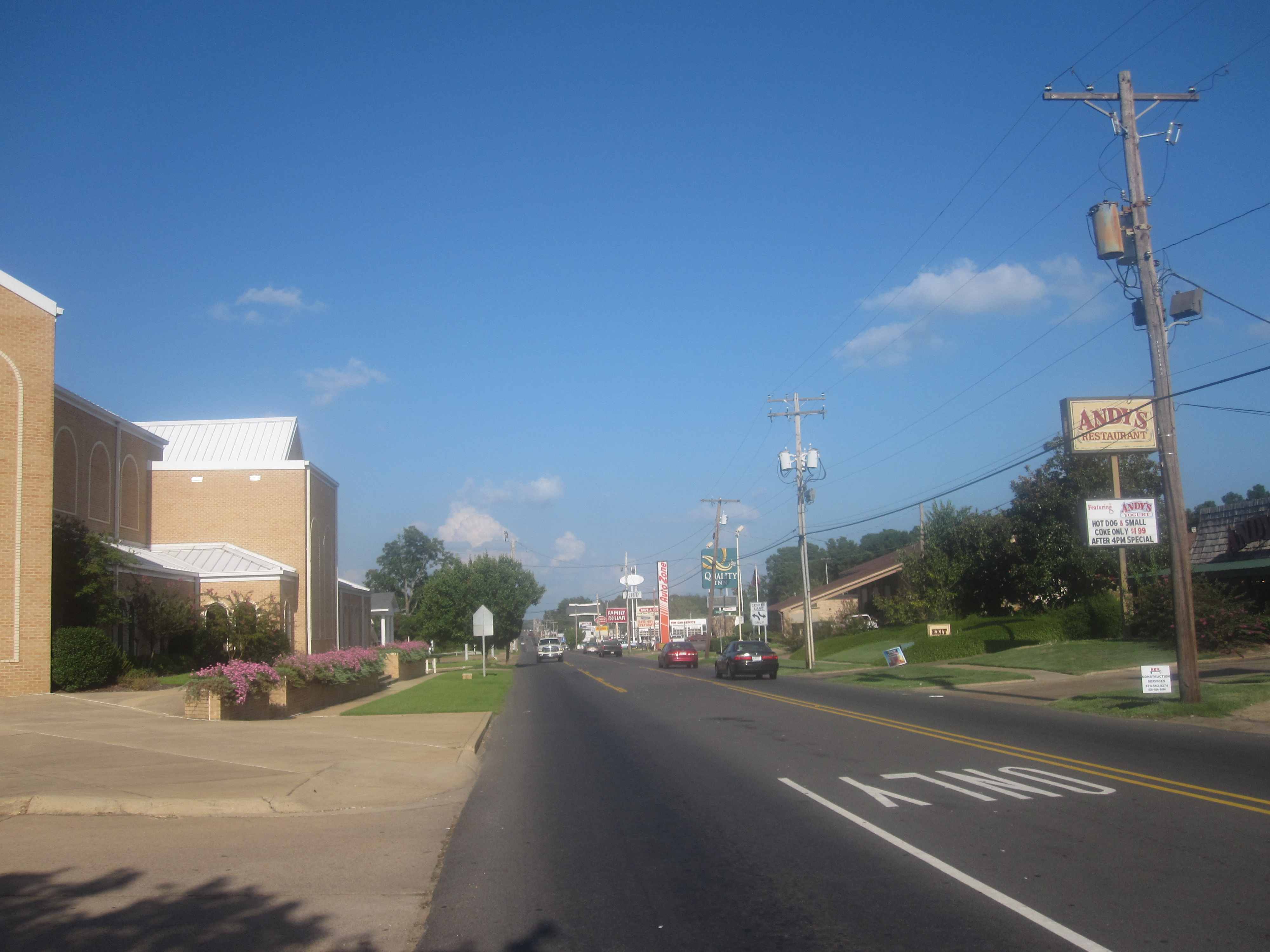
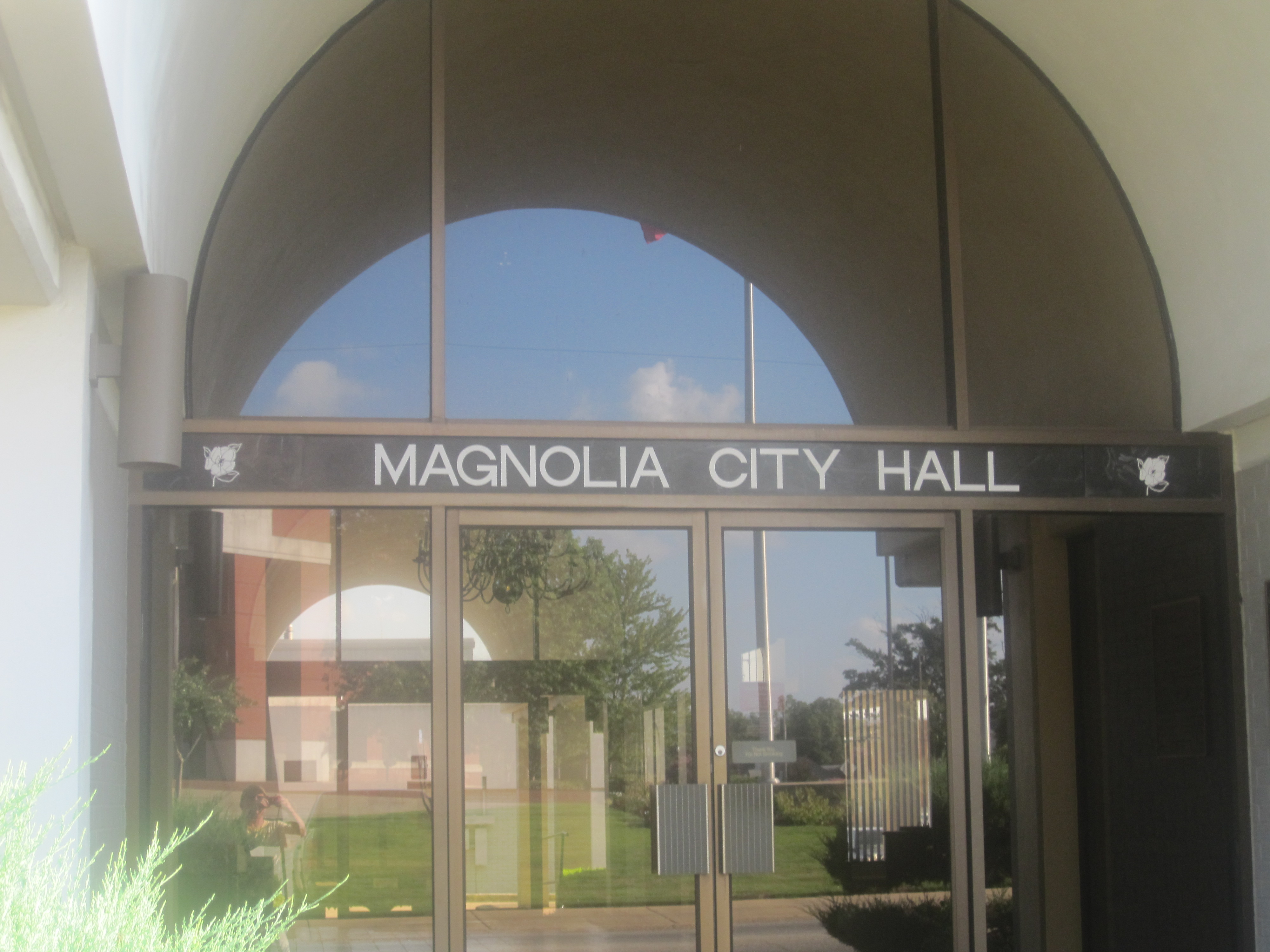
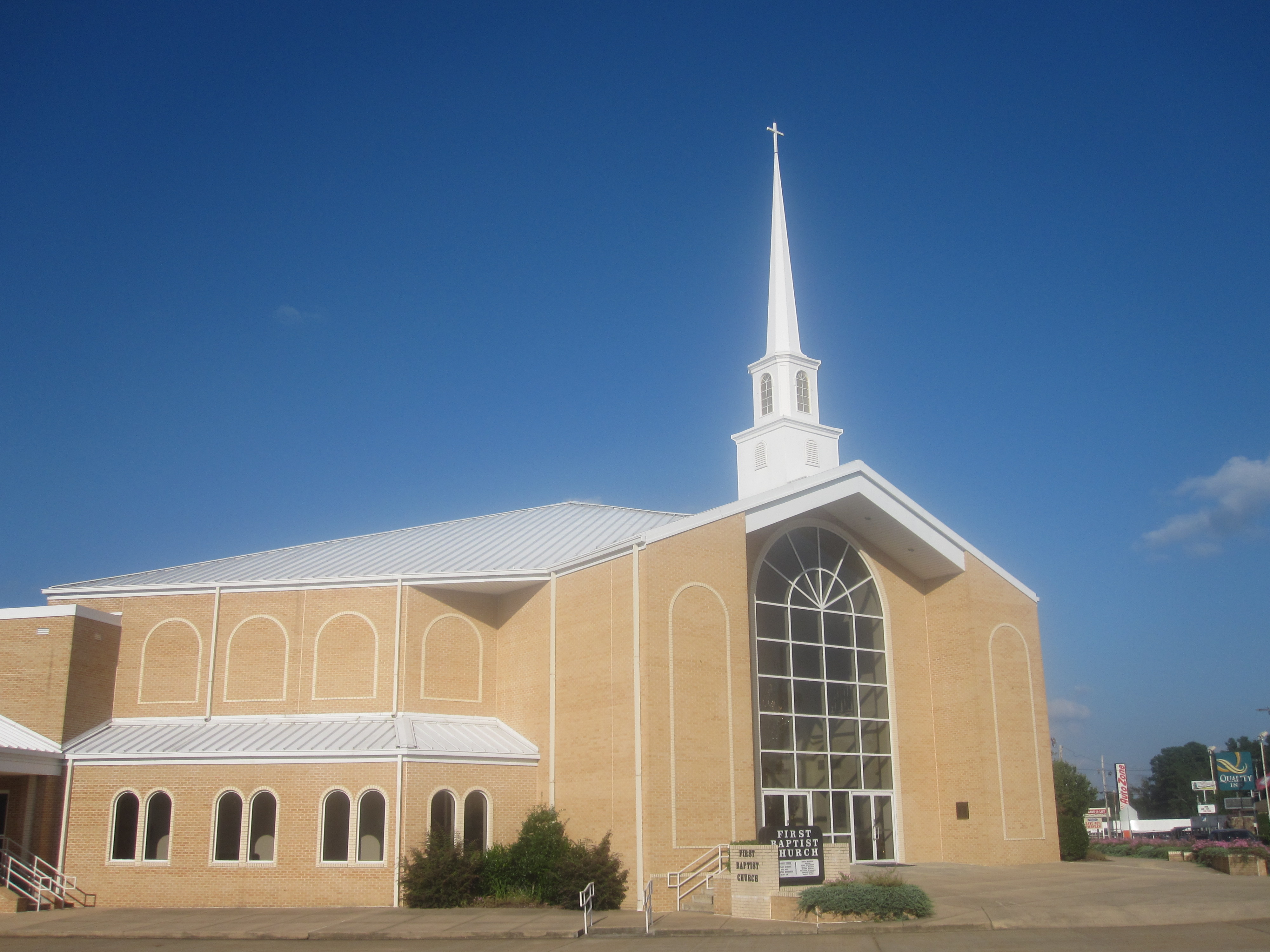
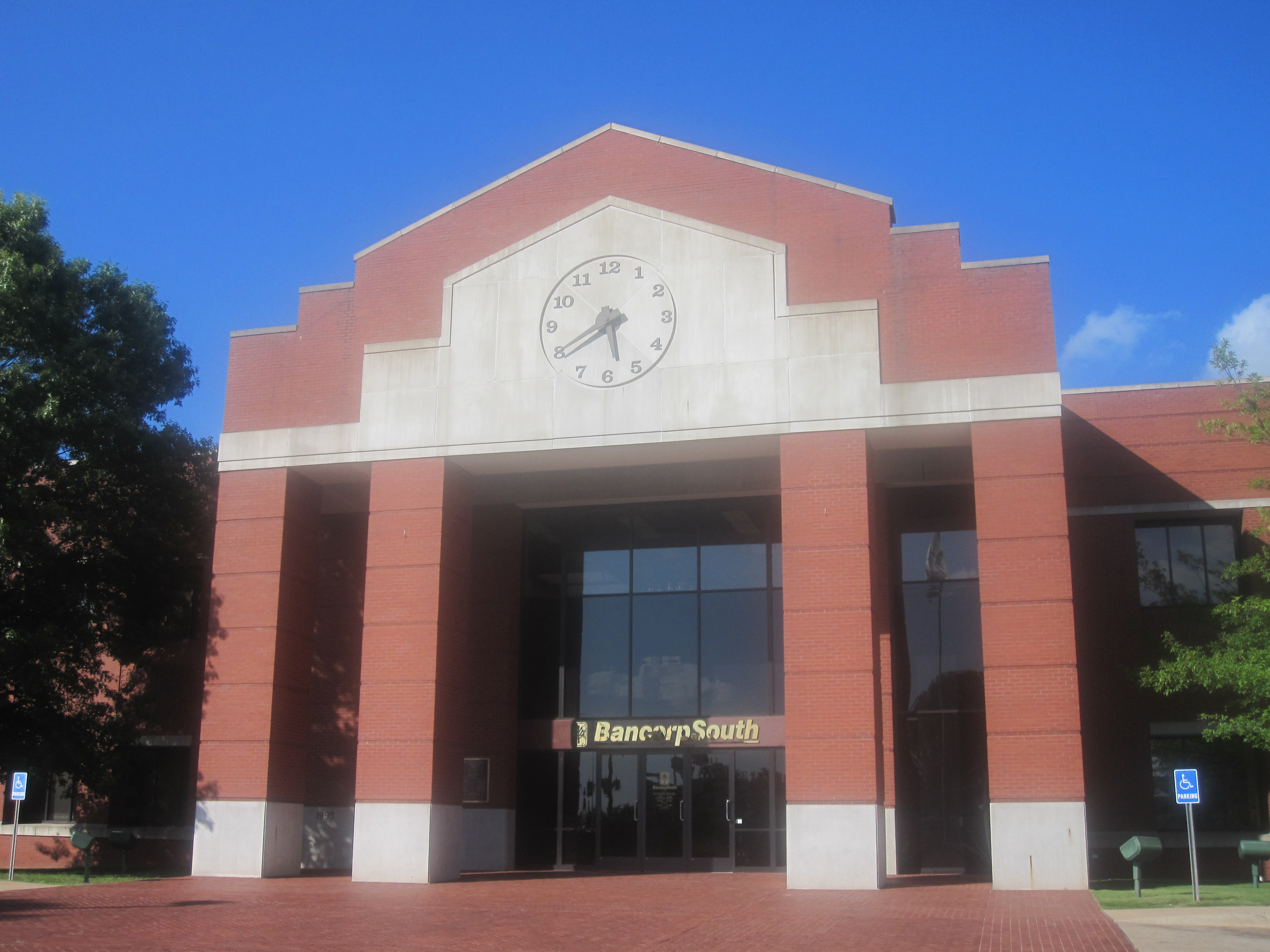
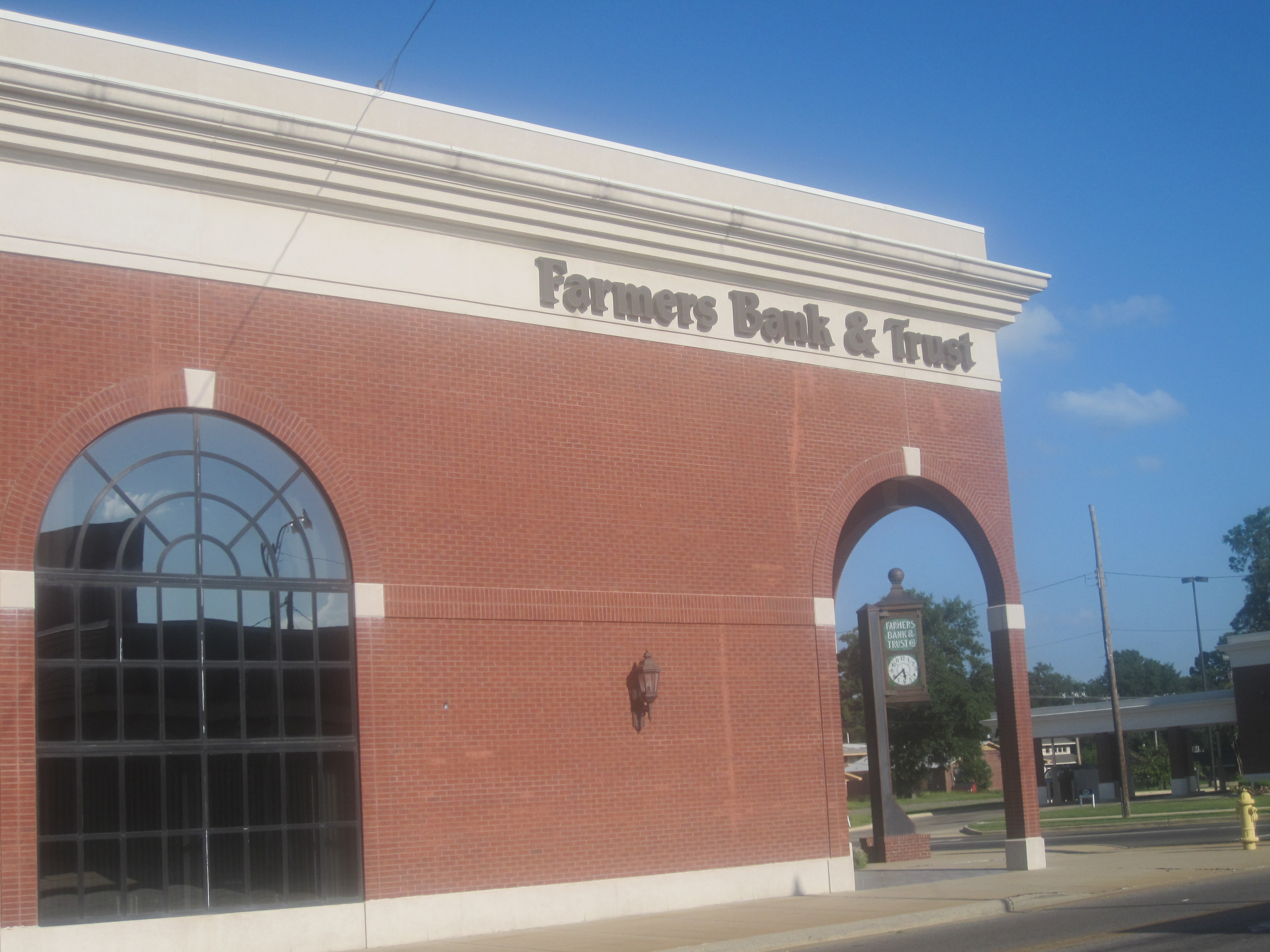
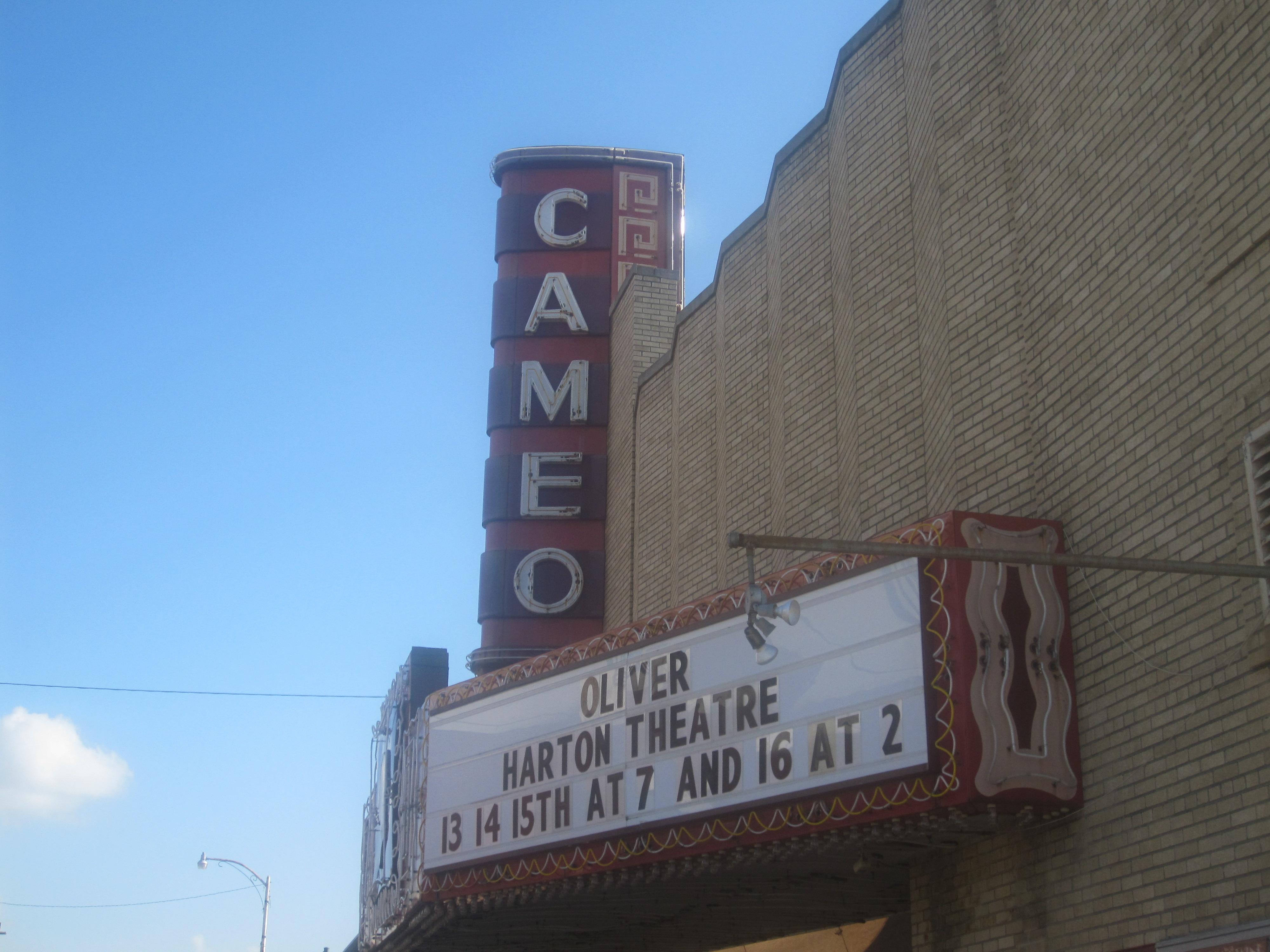